# Serenata para cuerdas (Dvořák)

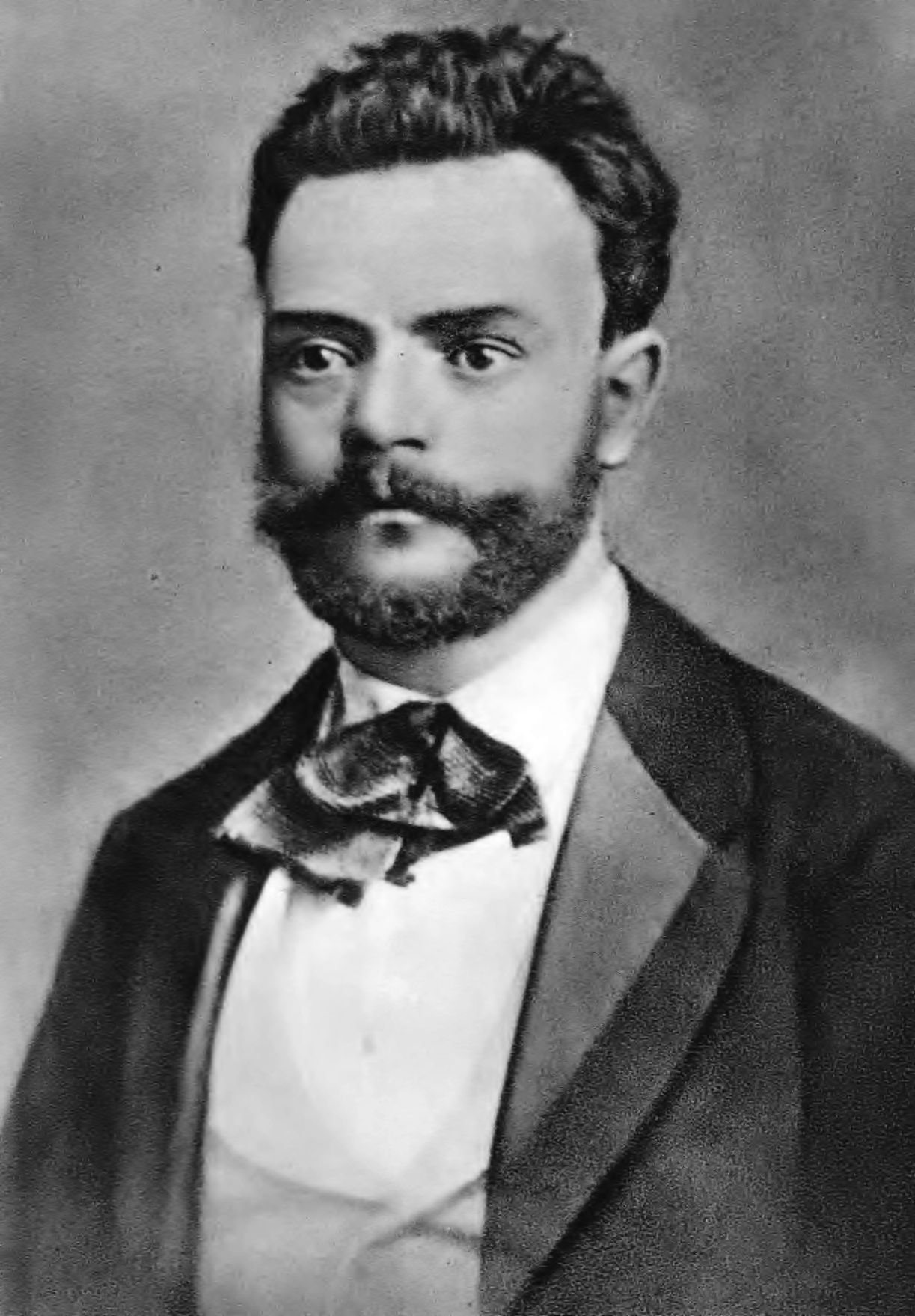
Foto de Antonín Dvořák en 1870.

La Serenata para cuerdas en mi mayor del compositor checo Antonín Dvořák fue escrita en mayo de 1875 y se estrenó en Praga en diciembre de 1876, bajo la batuta de Adolf Čech.

## Movimientos
La obra consta de los siguientes cinco movimientos:
- Moderato
- Tempo di Valse
- Scherzo: Vivace
- Larghetto
- Finale: Allegro vivace

El lírico tema principal se puede escuchar en el primer y último movimientos.